# Mercedes-AMG F1 W14 E Performance
Der Mercedes-AMG F1 W14 E Performance ist der Formel-1-Rennwagen von Mercedes für die Formel-1-Weltmeisterschaft 2023. Er ist der 15. Formel-1-Rennwagen von Mercedes und wurde am 15. Februar 2023 präsentiert.
Der Name des Fahrzeugs setzt sich aus einem Teil des Teamnamens, dem Buchstaben W, einer fortlaufenden Nummer sowie E Performance, der Bezeichnung für leistungsfähige Hybridantriebe von Mercedes-AMG, zusammen.

## Technik und Entwicklung
Wie alle Formel-1-Fahrzeuge des Jahres 2023 ist der Mercedes-AMG F1 W14 E Performance ein hinterradangetriebener Monoposto mit einem Monocoque aus kohlenstofffaserverstärktem Kunststoff (CFK). Außer dem Monocoque bestehen auch viele weitere Teile des Fahrzeugs, darunter die Karosserieteile und das Lenkrad aus CFK. Auch die Bremsscheiben sind aus einem mit Kohlenstofffasern verstärkten Verbundwerkstoff.
Der W14 E Performance ist das Nachfolgemodell des W13 E Performance. Da das technische Reglement zur Saison 2023 nur geringe Veränderungen umfasst, ist das Fahrzeug eine Weiterentwicklung des Vorjahresmodells. Eine der aerodynamischen Hauptänderungen war die Umgestaltung der Seitenkästen um den Unterboden zu stabilisieren.
Angetrieben wird der W14 E Performance von einem 1,6-Liter-V6-Motor von Mercedes in der Fahrzeugmitte mit Turbolader sowie einem 120 kW starken Elektromotor, es ist also ein Hybridelektrokraftfahrzeug. Das sequentielle Getriebe des Wagens hat acht Gänge. Der Gangwechsel wird über Schaltwippen am Lenkrad ausgelöst. Das Fahrzeug hat nur zwei Pedale, ein Gaspedal (rechts) und ein Bremspedal (links). Genau wie viele andere Funktionen wird die Kupplung, die nur beim Anfahren aus dem Stand verwendet wird, über einen Hebel am Lenkrad bedient.
Die Gesamtbreite des Fahrzeugs beträgt 2000 mm, die Höhe 970 mm. Der Frontflügel hat eine Breite von 2000 mm, der Heckflügel von 1050 mm sowie eine Höhe von 910 mm. Der Diffusor ist 175 mm hoch sowie 1050 mm breit. Der Wagen ist mit 305 mm breiten Vorderreifen und mit 405 mm breiten Hinterreifen des Einheitslieferanten Pirelli ausgestattet, die auf 18-Zoll-Rädern montiert sind.
Der W14 E Performance hat, wie alle Formel-1-Fahrzeuge seit 2011, ein Drag Reduction System (DRS), das durch Flachstellen eines Teils des Heckflügels den Luftwiderstand des Fahrzeugs auf den Geraden verringert, wenn es eingesetzt werden darf. Auch das DRS wird mit einem Schalter am Lenkrad des Wagens aktiviert.
Der W14 E Performance ist mit dem Halo-System ausgestattet, das einen zusätzlichen Schutz für den Kopf des Fahrers bietet.
Zum Großen Preis von Monaco brachte das Team ein großes Update mit Änderungen an den Seitenkästen, am vorderen, oberen Querlenker und an der Vorderrad-Aufhängung.

## Lackierung und Sponsoring
Der W14 E Performance ist überwiegend in Schwarz lackiert. Zusätzlich gibt es durch den Sponsor Petronas cyanfarbene sowie durch den Sponsor Ineos rote Farbakzente.
Es werben AMD, Crowdstrike, Einhell, Epson, Ineos, IWC, Petronas, Pirelli, Teamviewer und Tommy Hilfiger auf dem Fahrzeug.

## Fahrer
Mercedes trat in der Saison 2023 mit der Fahrerpaarung Lewis Hamilton und George Russell an. Hamilton bestritt seine elfte Saison für das Team, Russell seine zweite.

## Ergebnisse
| Fahrer                          | Nr.                             | 1 | 2 | 3   | 4  | 3 | 5 | 6 | 7 | 8   | 9  | 10 | 11 | 12 | 13 | 14 | 15  | 16 | 17   | 18   | 19 | 20   | 21 | 22 | Punkte | Rang |
| ------------------------------- | ------------------------------- | - | - | --- | -- | - | - | - | - | --- | -- | -- | -- | -- | -- | -- | --- | -- | ---- | ---- | -- | ---- | -- | -- | ------ | ---- |
| Formel-1-Weltmeisterschaft 2023 | Formel-1-Weltmeisterschaft 2023 |   |   |     |    |   |   |   |   |     |    |    |    |    |    |    |     |    |      |      |    |      |    |    | 409    | 2.   |
| L. Hamilton                     | 44                              | 5 | 5 | 2   | 67 | 6 | C | 4 | 2 | 3   | 8  | 3  | 4  | 47 | 6  | 6  | 3   | 5  | DNF5 | DSQ2 | 2  | 87   | 7  | 9  | 409    | 2.   |
| G. Russell                      | 63                              | 7 | 4 | DNF | 84 | 4 | C | 5 | 3 | DNF | 78 | 5  | 6  | 68 | 17 | 5  | 16* | 7  | 4    | 58   | 6  | DNF4 | 8  | 3  | 409    | 2.   |

| Legende  | Legende            | Legende                                                          |
| Farbe    | Abkürzung          | Bedeutung                                                        |
| -------- | ------------------ | ---------------------------------------------------------------- |
| Gold     | –                  | Sieg                                                             |
| Silber   | –                  | 2. Platz                                                         |
| Bronze   | –                  | 3. Platz                                                         |
| Grün     | –                  | Platzierung in den Punkten                                       |
| Blau     | –                  | Klassifiziert außerhalb der Punkteränge                          |
| Violett  | DNF                | Rennen nicht beendet (did not finish)                            |
| Violett  | NC                 | nicht klassifiziert (not classified)                             |
| Rot      | DNQ                | nicht qualifiziert (did not qualify)                             |
| Rot      | DNPQ               | in Vorqualifikation gescheitert (did not pre-qualify)            |
| Schwarz  | DSQ                | disqualifiziert (disqualified)                                   |
| Weiß     | DNS                | nicht am Start (did not start)                                   |
| Weiß     | WD                 | zurückgezogen (withdrawn)                                        |
| Hellblau | PO                 | nur am Training teilgenommen (practiced only)                    |
| Hellblau | TD                 | Freitags-Testfahrer (test driver)                                |
| ohne     | DNP                | nicht am Training teilgenommen (did not practice)                |
| ohne     | INJ                | verletzt oder krank (injured)                                    |
| ohne     | EX                 | ausgeschlossen (excluded)                                        |
| ohne     | DNA                | nicht erschienen (did not arrive)                                |
| ohne     | C                  | Rennen abgesagt (cancelled)                                      |
| ohne     | keine WM-Teilnahme |                                                                  |
| sonstige | P/fett             | Pole-Position                                                    |
| sonstige | 1/2/3/4/5/6/7/8    | Punktplatzierung im Sprint-/Qualifikationsrennen                 |
| sonstige | SR/kursiv          | Schnellste Rennrunde                                             |
| sonstige | *                  | nicht im Ziel, aufgrund der zurückgelegten Distanz aber gewertet |
| sonstige | ()                 | Streichresultate                                                 |
| sonstige | unterstrichen      | Führender in der Gesamtwertung                                   |